# Burg Hausberk
Die Burg Hausberk (deutsch Hausberg) ist eine abgegangene Höhenburg am Südabfall des Erzgebirges über dem Tal der Chomutovka und eines kleinen Zuflusses. Erhalten ist lediglich ein Schutthügel.

## Geographie
Hausberk liegt anderthalb Kilometer nordöstlich von Domina in 491 m n.m. auf einem niedrigen Plateau über der Chomutovka.
Umliegende Ortschaften sind První Dolský Mlýn, Bečov und Blatno im Norden, Šerchov und Hrádečná im Nordosten, Březenec im Osten, Horní Ves im Südosten, Krásná Lípa im Süden, Domina im Südwesten, Suchdol im Westen sowie Druhý Dolský Mlýn und Třetí Dolský Mlýn im Nordwesten.

## Geschichte
Die Entstehungszeit der Burg ist unbekannt, es gibt über sie keinerlei schriftliche Überlieferungen. Wahrscheinlich handelte es sich um eine kleine Adelsburg. Die Burg wurde auf einem Plateau über dem Grundtal errichtet, sie war von zwei Gräben und einem Wall umgeben. In dem 17 mal 22 Meter großen Burgareal befand sich der turmartige Palas der überwiegend aus Holz errichteten Anlage. Sie erlosch wahrscheinlich im 14. Jahrhundert. Unklar ist ihre Funktion, denn durch das Grundtal verlief kein Handelsweg. Es wird angenommen, dass Hausberg eines der Zentren der Herrschaft des Geschlechts von Almsdorf war. Das sich nach Westen anschließende Gebirgsland von Krima erwarb bereits 1281 der Deutschritterorden in Komotau. Die Burg war wahrscheinlich bis ins 14. Jahrhundert eine Enklave der Almsdorfer jenseits des Grundtales. Nach dem Verkauf der Herrschaft Neustein verlor sie jegliche Funktion und erlosch.